# Antonino da Patti
Antonino da Patti, nacido Coriolano Natoli; Messina, 1539/1618), fue un religioso, vicario apostólico y profesor italiano.

## Hagiografía
Era el hijo de Antonino Natoli de Piraino y Elisabetta Monforte.
En 1596, el papa Clemente VIII lo nombró vicario apostólico para la reforma de Terra di Lavoro. Sufrió persecución y  murió en Roma el 6 de enero de 1618. Fue enterrado en la ciudad de Roma en la iglesia de San Francesco a Ripa.

## Publicaciones
- "Considerationi et espositioni sopra tutti li precetti della regola de' frati", grabados por Veneza de Guerillas en 1615 y reeditados em 1617 em Veneza
- "Viridarium concionatorum",  grabado en relieve en Veneza em 1617
- "La via sicura al cielo", Veneza
- "Apud Ioannem Guerilium",, Giovanni Guerigli Editor, 1617, Veneza
- "Il Giardino dei Predicatori, Sermoni sul purgatorio, l'inferno e sulla Gerusalemme trionfante", 1617, Veneza
- "Entrata facile e sicura nel Paradiso", impressas em Lyon em 1644